# Lipno (województwo lubelskie)
Lipno – kolonia w Polsce położona w województwie lubelskim, w powiecie kraśnickim, w gminie Zakrzówek.
W latach 1975–1998 miejscowość administracyjnie należała do ówczesnego województwa lubelskiego.
W pobliskim lesie zwanym „Krzywda” znajdują się groby żołnierzy austriackich poległych w I wojnie światowej.
Miejscowość stanowi sołectwo gminy Zakrzówek. Według Narodowego Spisu Powszechnego (III 2011 r.) wieś liczyła 158 mieszkańców.